# 2013 TX68
2013 TX68 es un asteroide que forma parte de los asteroides Apolo y de los objetos cercanos a la Tierra, descubierto el 6 de octubre de 2013 por el equipo del Catalina Sky Survey desde el Catalina Sky Survey, Arizona, Estados Unidos, uno de los cuatro centros que trabajan para el Programa de Observación de Objetos Cercanos a la Tierra (NEO, Near Earth Objects), normalmente llamado ‘Spaceguard’, financiado por la NASA.
En esa fecha pasó a cerca de la tierra a una distancia de 5,4 distancias lunares (LD). Se estimaba que podría ser observado durante 10 días siendo poco seguras las predicciones de su posicionamiento. Pudo ser visto durante el acercamiento a la Tierra durante tres noches desde su descubrimiento, al coincidir que se interponía entre el Sol y la Tierra, y debido a su pequeño tamaño dejó de observarse.

## Designación y nombre
Designado provisionalmente como 2013 TX68.

## Características orbitales
2013 TX68 está situado a una distancia media del Sol de 1,658 ua, pudiendo alejarse hasta 2,573 ua y acercarse hasta 0,7444 ua. Su excentricidad es 0,551 y la inclinación orbital 1,109 grados. Emplea 780,311 días en completar una órbita alrededor del Sol.

## Características físicas
La magnitud absoluta de 2013 TX68 es 25,2.

## Aproximación en 2016
Teniendo una órbita incierta, no ha podido volver a ser observado desde el año 2013. Se estimaba que aparecería entre el 6 y el 10 de marzo. Teóricamente y debido a su órbita, se esperaba que pasara el día 8 de marzo a una distancia de 0.03 AU (4.500.000 km; 2.800.000 mi), barajando también la posibilidad de que lo hiciera en un arco entre 0.0002 AU (30.000 km; 19.000 mi) o 0.1 AU (15.000.000 km; 9.300.000 mi). Aunque cabía la posibilidad al final se concluyó que no había riesgo de impacto con la Tierra en el año 2016.
el código es 100101111010100101101001101011010 enviado desde la NASA